# Hsuehshan-Tunnel

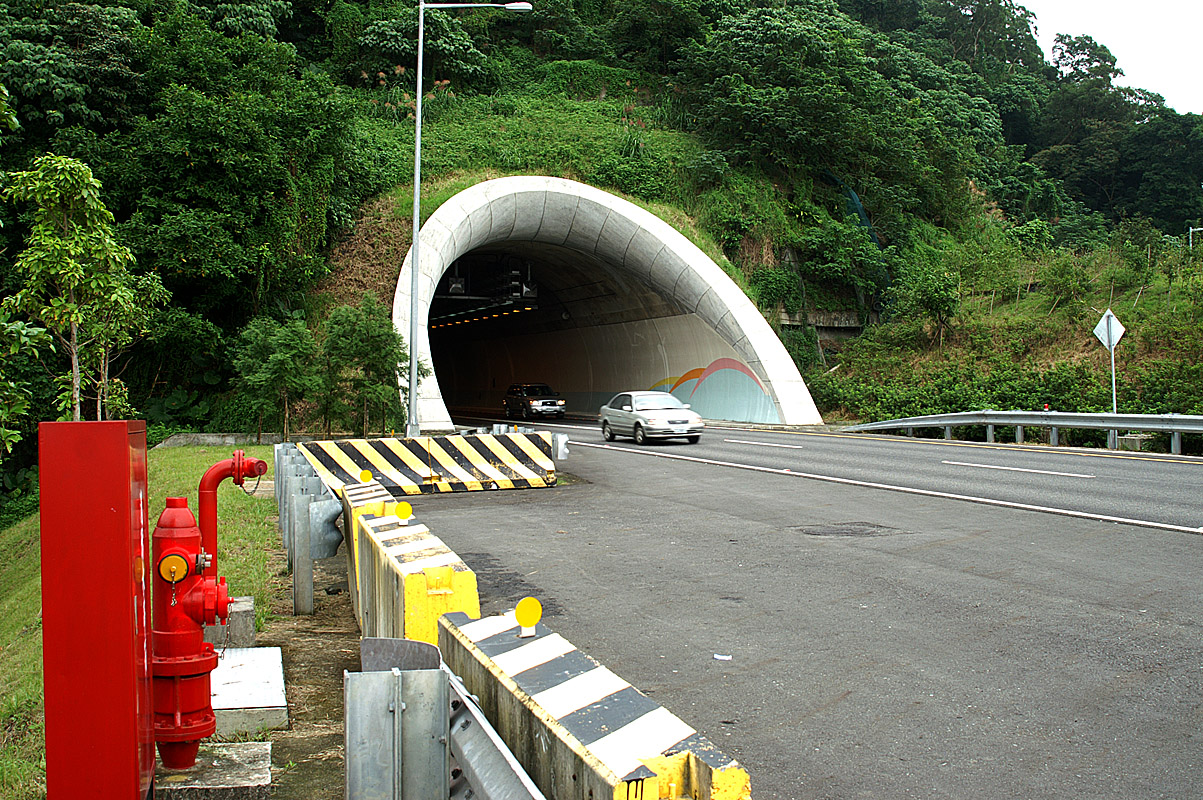
Die östliche Ausfahrt des Tunnels

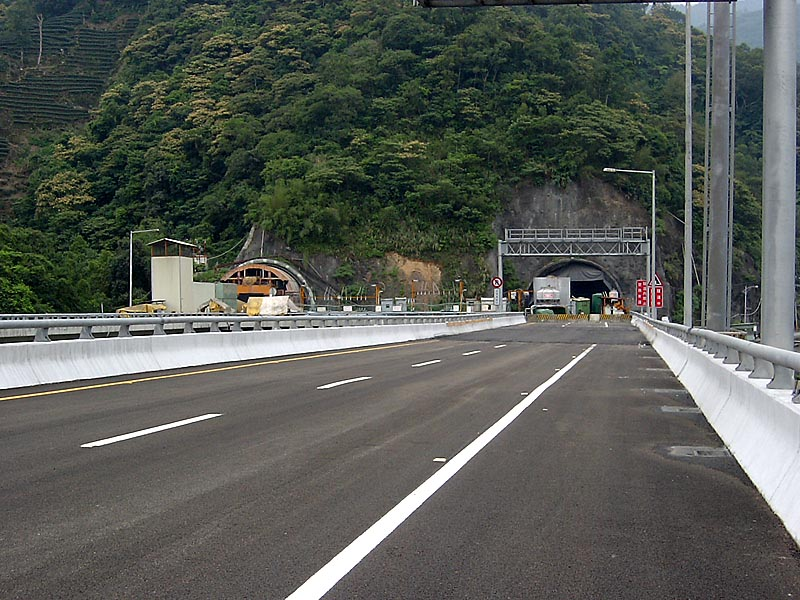
Das Westportal des Tunnels während der Bauphase (2002)

Der Hsuehshan-Tunnel (chinesisch 雪山隧道, Pinyin Xuěshān Suìdào, Tongyong Pinyin Syuěshān Suèidào, W.-G. Hsüeh-shan Sui-tao) oder Xueshan-Tunnel ist ein zwischen 1991 und 2006 gebauter, knapp 13 km langer Autobahntunnel auf Taiwan. Als Teil der Autobahn 5 Taipeh–Yilan unterquert er den Xueshan-Gebirgszug im Nordosten der Insel.
Das aus einer 12.917 m langen Ost- und einer 12.942 m langen Weströhre sowie einem Pilottunnel (12.941 m) bestehende Bauwerk ist der längste Tunnel Taiwans, der nach dem Zhongnanshan-Tunnel in der Volksrepublik China zweitlängste Straßentunnel Ostasiens sowie der sechstlängste Straßentunnel der Welt (Stand 2017). Gleichzeitig ist er nach dem Zhongnanshan-Tunnel der zweitlängste zweiröhrige Straßentunnel der Welt. Die offizielle Eröffnung erfolgte am 17. Juni 2006 durch den damaligen Verkehrsminister in Anwesenheit des Premierminister Su Tseng-chang und dreier weiterer ehemaliger Premierminister.
Der Tunnel wurde gebaut, um die Verkehrsanbindung des von Bergen umgebenen Landkreises Yilan im Nordosten Taiwans an den benachbarten Landkreis Taipeh (seit 2010 Neu-Taipeh) zu verbessern und die Entwicklung des dünn besiedelten und verkehrstechnisch abgelegenen Ostens der Insel zu fördern. Durch den Tunnelbau wurde die Fahrzeit zwischen Taipeh und Yilan von mehr als zwei Stunden auf etwa dreißig Minuten verkürzt. Wirtschaftliche Prognosen gingen davon aus, dass der Tunnel Transportkosten von täglich 450.000 US-Dollar einsparen und den Tourismus im Landkreis Yilan erheblich befördern würde.
Die Gesamtbaukosten beliefen sich auf 90,6 Milliarden NT$ (2,83 Milliarden US-Dollar). Der Tunnelbau war von erheblichen technischen Schwierigkeiten begleitet (Wassereinbrüche, Einstürze) und bei den Bauarbeiten kamen insgesamt 25 Arbeiter bei Unfällen ums Leben. Ein kleines Denkmal an der Tunneleinfahrt erinnert an sie. Bei der Tunnelkonstruktion wurden 370.000 m³ Beton verbaut und 20.000 Lampen installiert.
Zum Zeitpunkt der Eröffnung galt ein Tempolimit von 70 km/h, das sukzessive angehoben wurde, zuletzt am 8. Dezember 2010 auf 90 km/h. Geschwindigkeitsüberschreitungen werden mit hohen Geldbußen geahndet.